# Liste der österreichischen Schilling-Goldmünzen
Zwischen 1925 und 1938, also in der Ersten Republik und ab 1934 im Ständestaat wurden in Österreich nur 25-Schilling- und 100-Schilling-Goldmünzen geprägt. Die Motive wurden 1935 geändert.
Zwischen 1945 und 1975 prägte das Österreichische Hauptmünzamt keine Schilling-Goldmünzen. Erst 1976 brachte sie die erste Goldmünze der 2. Republik heraus, die man in Sammlerkreisen den „Babenberger“ nennt. Seit 1989 prägt die Münze Österreich den Gold-Philharmoniker, und erst seit 1991 prägte sie jedes Jahr mindestens eine 500-Schilling- und eine 1000-Schilling-Sondergedenkmünze. Die Prägequalität dieser Sondergedenkmünzen war ausschließlich in Polierter Platte.
Ab dem 1. März 2002 war keine Verwendung mehr zum Nennwert möglich, da der Euro in Österreich eingeführt wurde. Die Münzen sind jedoch ohne Begrenzung zum Nennwert eintauschbar.

## Übersicht der Goldmünzen zwischen 1925 und 1938
In der folgenden Tabelle werden alle Goldmünzen aufgelistet, die in Schillingwährung und zwischen 1925 und 1938 geprägt wurden.
| Abbildung | Abbildung | Anlass ggf. Erläuterung der Darstellung | Ausgabe- datum | Entwurf der Wertseite | Entwurf der Bildseite | Geprägte Auflage                                                                                              | Geprägte Auflage | Geprägte Auflage |
| Wertseite | Bildseite | Anlass ggf. Erläuterung der Darstellung | Ausgabe- datum | Entwurf der Wertseite | Entwurf der Bildseite | stgl | PP               |                  |
| --- | --------- | --------------------------------------- | -------------- | --------------------- | --------------------- | --- | ---------------- | ---------------- |
| Material: 90,0 % Gold, 10,0 % Kupfer – Münzdurchmesser: 21 mm – Raugewicht: 5,881 g - Feingewicht 5,292 g Rand: glatt       |           |                                         |                |                       |                       | |                  |                  |
| |           | ---                                     | 1926 bis 1934  | Arnold Hartig         | Arnold Hartig         | 1926: 276.705 1927: 072.572 1928: 134.041 1929: 243.269 1930: 129.595 1931: 160.003 1933: 04.944 1934: 09.383 | ---              |                  |
| |           | St. Leopold                             | 1935 bis 1938  | Michael Powolny       | Michael Powolny       | 1935: 02.880 1936: 07.267 1937: 07.665 1938: 01.357                                                           | ---              |                  |
| Material: 90,0 % Gold, 10,0 % Kupfer – Münzdurchmesser: 33,2 mm – Raugewicht: 23,524 g - Feingewicht 21,171 g Rand: gerippt |           |                                         |                |                       |                       | |                  |                  |
| |           | ---                                     | 1926 bis 1934  | Arnold Hartig         | Arnold Hartig         | 1926: 063.795 1927: 068.746 1928: 040.188 1929: 074.628 1930: 024.849 1931: 101.935 1933: 04.727 1934: 09.383 | ---              |                  |
| |           | Magna Mater Austriae                    | 1935 bis 1938  | Michael Powolny       | Edwin Grienauer       | 1935: 0951 1936: 012.417 1937: 02.936 1938: 01.433                                                            | ---              |                  |

## Übersicht der 500-Schilling-Goldmünzen
Im Folgenden findet sich eine Übersicht über die geprägten 500-Schilling-Goldmünzen.
| Abbildung | Abbildung | Anlass ggf. Erläuterung der Darstellung                           | Ausgabe- datum  | Entwurf der Wertseite | Entwurf der Bildseite | Geprägte Auflage | Geprägte Auflage | Geprägte Auflage |
| Wertseite | Bildseite | Anlass ggf. Erläuterung der Darstellung                           | Ausgabe- datum  | Entwurf der Wertseite | Entwurf der Bildseite | hgh              | PP               |                  |
| --- | --------- | ----------------------------------------------------------------- | --------------- | --------------------- | --------------------- | ---------------- | ---------------- | ---------------- |
| Material: 98,6 % Gold, 1,4 % Kupfer – Münzdurchmesser: 22 mm – Raugewicht: 8,1136 g - Feingewicht 8,0 g Rand: gerippt |           |                                                                   |                 |                       |                       |                  |                  |                  |
| |           | Don Giovanni Serie „Wolfgang Amadeus Mozart“                      | 24. Jänner 1991 | Herbert Wähner        | Herbert Wähner        | 0                | 50.000           |                  |
| |           | Staatsoper Serie „150 Jahre Wiener Philharmoniker“                | 29. April 1992  |                       |                       | 0                | 50.000           |                  |
| |           | Rudolf II. Serie „1000 Jahre Österreich-Millennium“               | 27. Jänner 1993 | Werner Kugler         | Werner Kugler         | 0                | 50.000           |                  |
| |           | Wiener Kongress Serie „1000 Jahre Österreich-Millennium“          | 20. Jänner 1994 | Thomas Pesendorfer    | Thomas Pesendorfer    | 0                | 50.000           |                  |
| |           | Heinrich II. Jasomirgott Serie „1000 Jahre Österreich-Millennium“ | 18. Jänner 1996 | Herbert Wähner        | Herbert Wähner        | 0                | 50.000           |                  |
| Material: 99,5 % Gold, 0,5 % Kupfer – Münzdurchmesser: 22 mm – Raugewicht: 8,04 g - Feingewicht 8,0 g Rand: gerippt   |           |                                                                   |                 |                       |                       |                  |                  |                  |
| |           | Franz Schubert Serie „Wiener Musiklegenden“                       | 16. Jänner 1997 | Herbert Wähner        | Herbert Wähner        | 0                | 50.000           |                  |
| |           | 500 Jahre Wiener Sängerknaben Serie „Wiener Musiklegenden“        | 21. Jänner 1998 | Thomas Pesendorfer    | Thomas Pesendorfer    | 0                | 50.000           |                  |
| |           | Johann Strauss Vater und Sohn Serie „Wiener Musiklegenden“        | 20. Jänner 1999 | Herbert Wähner        | Thomas Pesendorfer    | 0                | 50.000           |                  |
| Material: 98,6 % Gold, 1,4 % Kupfer – Münzdurchmesser: 22 mm – Raugewicht: 10,142 g - Feingewicht 10,0 g Rand: glatt  |           |                                                                   |                 |                       |                       |                  |                  |                  |
| |           | Geburt Christi Serie „2000 Jahre Christentum“                     | 15. März 2000   | Thomas Pesendorfer    | Thomas Pesendorfer    | 50.000           | 0                |                  |
| |           | Die Bibel Serie „2000 Jahre Christentum“                          | 14. März 2001   | Thomas Pesendorfer    | Thomas Pesendorfer    | 50.000           | 0                |                  |

## Übersicht der 1000-Schilling-Goldmünzen
Im Folgenden findet sich eine Übersicht über die geprägten 1000-Schilling-Goldmünzen.
Im Jahr 1995 kam gemeinsam mit zwei 200-Schilling-Silbermünzen auch eine IOC-Münze heraus, die etwas aus der Art schlägt in puncto Material und Größe.
| Abbildung | Abbildung | Anlass ggf. Erläuterung der Darstellung                                                | Ausgabe- datum     | Entwurf der Wertseite | Entwurf der Bildseite | Geprägte Auflage | Geprägte Auflage | Geprägte Auflage |
| Wertseite | Bildseite | Anlass ggf. Erläuterung der Darstellung                                                | Ausgabe- datum     | Entwurf der Wertseite | Entwurf der Bildseite | hgh              | PP               |                  |
| --- | --------- | -------------------------------------------------------------------------------------- | ------------------ | --------------------- | --------------------- | ---------------- | ---------------- | ---------------- |
| Material: 90,0 % Gold, 10,0 % Kupfer – Münzdurchmesser: 27 mm – Raugewicht: 13,5 g - Feingewicht 12,15 g Rand: gerippt                                                       |           |                                                                                        |                    |                       |                       |                  |                  |                  |
| |           | 1000-Jahr-Feier Einsetzung der Babenberger auch bekannt als „Bundesgoldmünze“          | 22. Oktober 1976   | Martha Coufal-Hartl   | Gertrude Simon        | 1.800.000        | 0                |                  |
| Material: 98,6 % Gold, 1,4 % Kupfer – Münzdurchmesser: 30 mm – Raugewicht: 16,225 g - Feingewicht 16,0 g Rand: gerippt                                                       |           |                                                                                        |                    |                       |                       |                  |                  |                  |
| |           | Die Zauberflöte Serie „Wolfgang Amadeus Mozart“                                        | 15. Mai 1991       | Alfred Zierler        | Alfred Zierler        | 0                | 30.000           |                  |
| |           | Johann Strauss Serie „150 Jahre Wiener Philharmoniker“                                 | 23. September 1992 | Thomas Pesendorfer    | Christa Reiter        | 0                | 50.000           |                  |
| |           | Maria Theresia Serie „1000 Jahre Österreich-Millennium“                                | 29. September 1993 | Herbert Wähner        | Herbert Wähner        | 0                | 50.000           |                  |
| Material: 91,67 % Gold, 8,33 % Kupfer – Münzdurchmesser: 28 mm – Raugewicht: 16,97 g - Feingewicht 15,55 g Rand: glatt, mit vertiefter Inschrift „CITIUS - ALTIUS - FORTIUS“ |           |                                                                                        |                    |                       |                       |                  |                  |                  |
| |           | Zeus Serie „100 Jahre Olympische Bewegung in Österreich“; auch bekannt als „IOC-Münze“ | 12. Jänner 1995    | Alfred Zierler        |                       | 0                | 60.000           |                  |
| Material: 98,6 % Gold, 1,4 % Kupfer – Münzdurchmesser: 30 mm – Raugewicht: 16,225 g - Feingewicht 16,0 g Rand: gerippt                                                       |           |                                                                                        |                    |                       |                       |                  |                  |                  |
| |           | 50 Jahre 2. Republik Serie „1000 Jahre Österreich-Millennium“                          | 8. November 1995   | Thomas Pesendorfer    | Herbert Wähner        | 0                | 50.000           |                  |
| |           | 1000 Jahre Ostarrichi Serie „1000 Jahre Österreich-Millennium“                         | 26. September 1996 | Thomas Pesendorfer    | Thomas Pesendorfer    | 0                | 50.000           |                  |
| Material: 99,5 % Gold, 0,5 % Kupfer – Münzdurchmesser: 30 mm – Raugewicht: 16,08 g - Feingewicht 16,0 g Rand: gerippt                                                        |           |                                                                                        |                    |                       |                       |                  |                  |                  |
| |           | Marie Antoinette Serie „Schicksale im Hause Habsburg“                                  | 5. Juni 1997       | Herbert Wähner        | Herbert Wähner        | 0                | 50.000           |                  |
| |           | Kaiserin Elisabeth Serie „Schicksale im Hause Habsburg“                                | 10. September 1998 | Thomas Pesendorfer    | Thomas Pesendorfer    | 0                | 50.000           |                  |
| |           | Kaiser Karl I. Serie „Schicksale im Hause Habsburg“                                    | 10. November 1999  | Herbert Wähner        | Andreas I. Zanaschka  | 0                | 50.000           |                  |
| Material: 98,6 % Gold, 1,4 % Kupfer – Münzdurchmesser: 30 mm – Raugewicht: 16,225 g - Feingewicht 16,0 g Rand: glatt                                                         |           |                                                                                        |                    |                       |                       |                  |                  |                  |
| |           | Heidentor Carnuntum Serie „Kunstschätze Österreichs“                                   | 22. November 2000  | Herbert Wähner        | Herbert Wähner        | 30.000           | 0                |                  |
| |           | Buchmalerei Serie „Kunstschätze Österreichs“                                           | 7. November 2001   | Thomas Pesendorfer    | Herbert Wähner        | 30.000           | 0                |                  |

## Übersicht der Gold-Philharmoniker
Die Münze Österreich brachte seit dem Jahr 1989 jährlich eine 500-Schilling- und eine 2000-Schilling-Goldmünze heraus, die man „Gold-Philharmoniker“ nennt. Seit 1991 erzeugte sie auch eine 200-Schilling-Goldmünze und seit 1994 gab es auch jährlich einen 1000-Schilling-Gold-Philharmoniker.
Im Folgenden findet sich eine Übersicht über diese Gold-Philharmoniker.
| Abbildung | Abbildung | Anlass ggf. Erläuterung der Darstellung      | Ausgabe- datum                            | Entwurf der Wertseite | Entwurf der Bildseite | Geprägte Auflage | Geprägte Auflage | Geprägte Auflage |
| Wertseite | Bildseite | Anlass ggf. Erläuterung der Darstellung      | Ausgabe- datum                            | Entwurf der Wertseite | Entwurf der Bildseite | stgl             | PP               |                  |
| --- | --------- | -------------------------------------------- | ----------------------------------------- | --------------------- | --------------------- | ---------------- | ---------------- | ---------------- |
| Material: 99,99 % Gold, 0,01 % Kupfer – Münzdurchmesser: 16 mm – Raugewicht: 3,121 g - Feingewicht 3,121 g Rand: gerippt     |           |                                              |                                           |                       |                       |                  |                  |                  |
| |           | 200 Schilling Gold-Philharmoniker, 1/10 Unze | seit 11. September 1991 jährlich bis 2001 | Thomas Pesendorfer    | Thomas Pesendorfer    | Auflagen zahlen  | 0                |                  |
| Material: 99,99 % Gold, 0,01 % Kupfer – Münzdurchmesser: 22 mm – Raugewicht: 7,7759 g - Feingewicht 7,7759 g Rand: gerippt   |           |                                              |                                           |                       |                       |                  |                  |                  |
| |           | 500 Schilling Gold-Philharmoniker, 1/4 Unze  | seit 9. Oktober 1989 jährlich bis 2001    | Thomas Pesendorfer    | Thomas Pesendorfer    | Auflagen zahlen  | 0                |                  |
| Material: 99,99 % Gold, 0,01 % Kupfer – Münzdurchmesser: 28 mm – Raugewicht: 15,55 g - Feingewicht 15,55 g Rand: gerippt     |           |                                              |                                           |                       |                       |                  |                  |                  |
| |           | 1000 Schilling Gold-Philharmoniker, 1/2 Unze | seit 4. Oktober 1994 jährlich bis 2001    | Thomas Pesendorfer    | Thomas Pesendorfer    | Auflagen zahlen  | 0                |                  |
| Material: 99,99 % Gold, 0,01 % Kupfer – Münzdurchmesser: 37 mm – Raugewicht: 31,1035 g - Feingewicht 31,1035 g Rand: gerippt |           |                                              |                                           |                       |                       |                  |                  |                  |
| |           | 2000 Schilling Gold-Philharmoniker, 1 Unze   | seit 9. Oktober 1989 jährlich bis 2001    | Thomas Pesendorfer    | Thomas Pesendorfer    | Auflagen zahlen  | 0                |                  |